# Iwan Wassiljewitsch Kljun

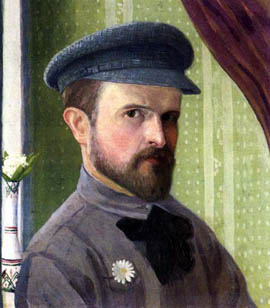
Selbstporträt (vor 1903)

Iwan Wassiljewitsch Kljun (russisch Иван Васильевич Клюн; * 20. Augustjul. / 1. September 1873greg. in Bolschije Gorki, Gouvernement Wladimir; † 13. Dezember 1943 in Moskau) war ein russischer Maler, Grafiker und Bildhauer. Er gilt als Vertreter der russischen Avantgarde, insbesondere des Suprematismus und Konstruktivismus.

## Leben und Wirken
Kljun wurde 1873 in einer Bauernfamilie in Bolschije Gorki östlich von Moskau geboren. Ab 1881 lebte er zusammen mit der ganzen Familie in der Ukraine. Im Jahre 1890 zog er nach Polen, das damals Teil des russischen Reiches war.
Ursprüngliche Kunst-Ausbildung in Kiew und Warschau (diente auch als Buchhalter) im Jahre 1890. 1902 bis 1907 besuchte er Kurse im Rerberg-Studio in Moskau, wo er auf Maschkow und Malewitsch traf. Insbesondere Malewitsch hatte einen großen Einfluss auf seine künstlerische Laufbahn und brachte ihn in den Kreis der Gründer der russischen Avantgarde sowie des Kubofuturismus, später zum Suprematismus. Auf der letzten futuristischen Ausstellung 0,10 in Petrograd 1915, zeigte Kljun erstmals seine kubistischen und abstrakten Skulpturen. Kljun wurde in den Jahren 1916 und 1917 Mitglied der Supremus-Gesellschaft und später Anhänger des französischen Purismus. Infolge der zunehmenden Repressionen während des Stalinismus wandte er sich – bereits isoliert – dem sozialistischen Realismus zu.

## Werke (Auswahl)

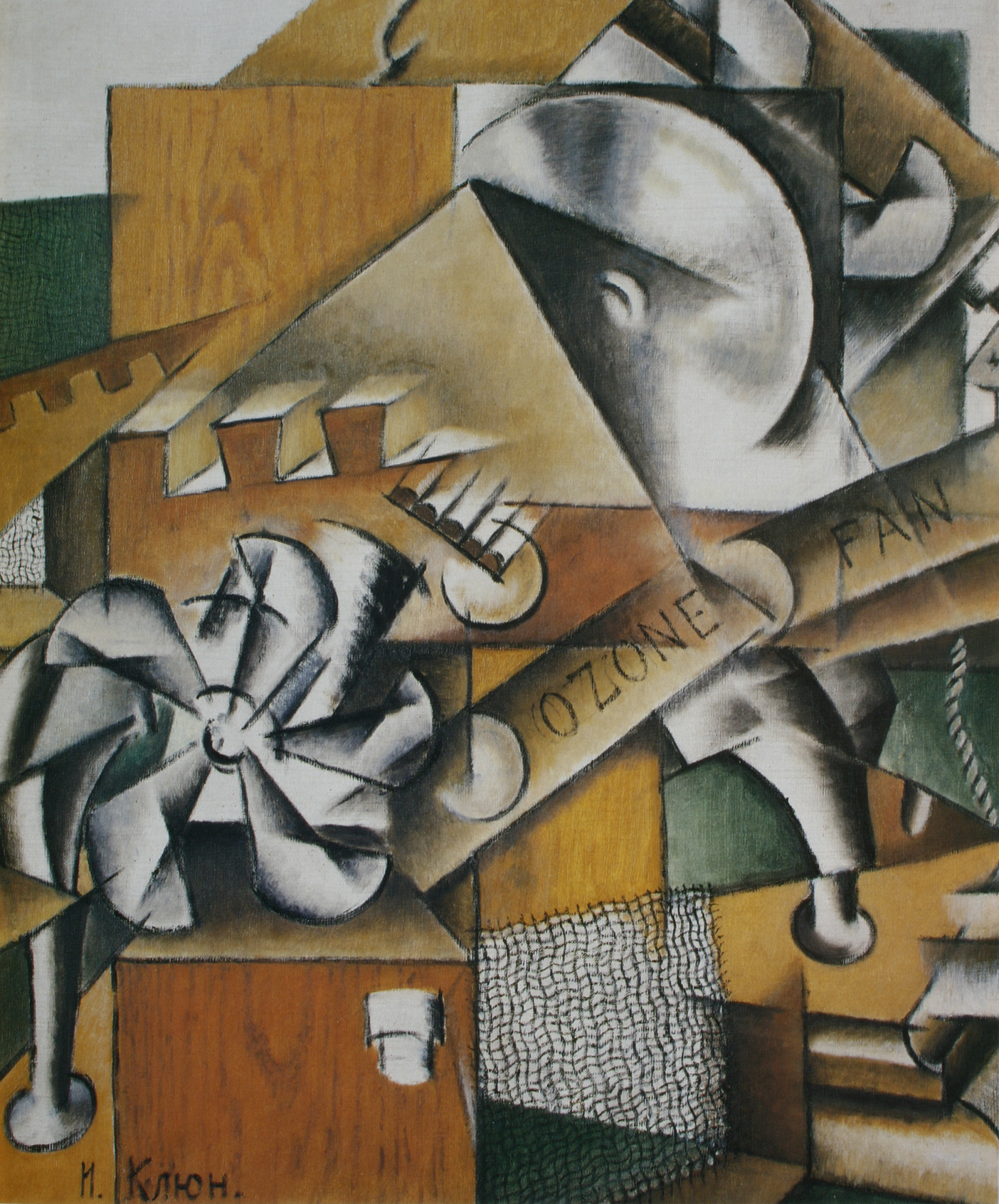
Ozonator (1914), Russisches Museum
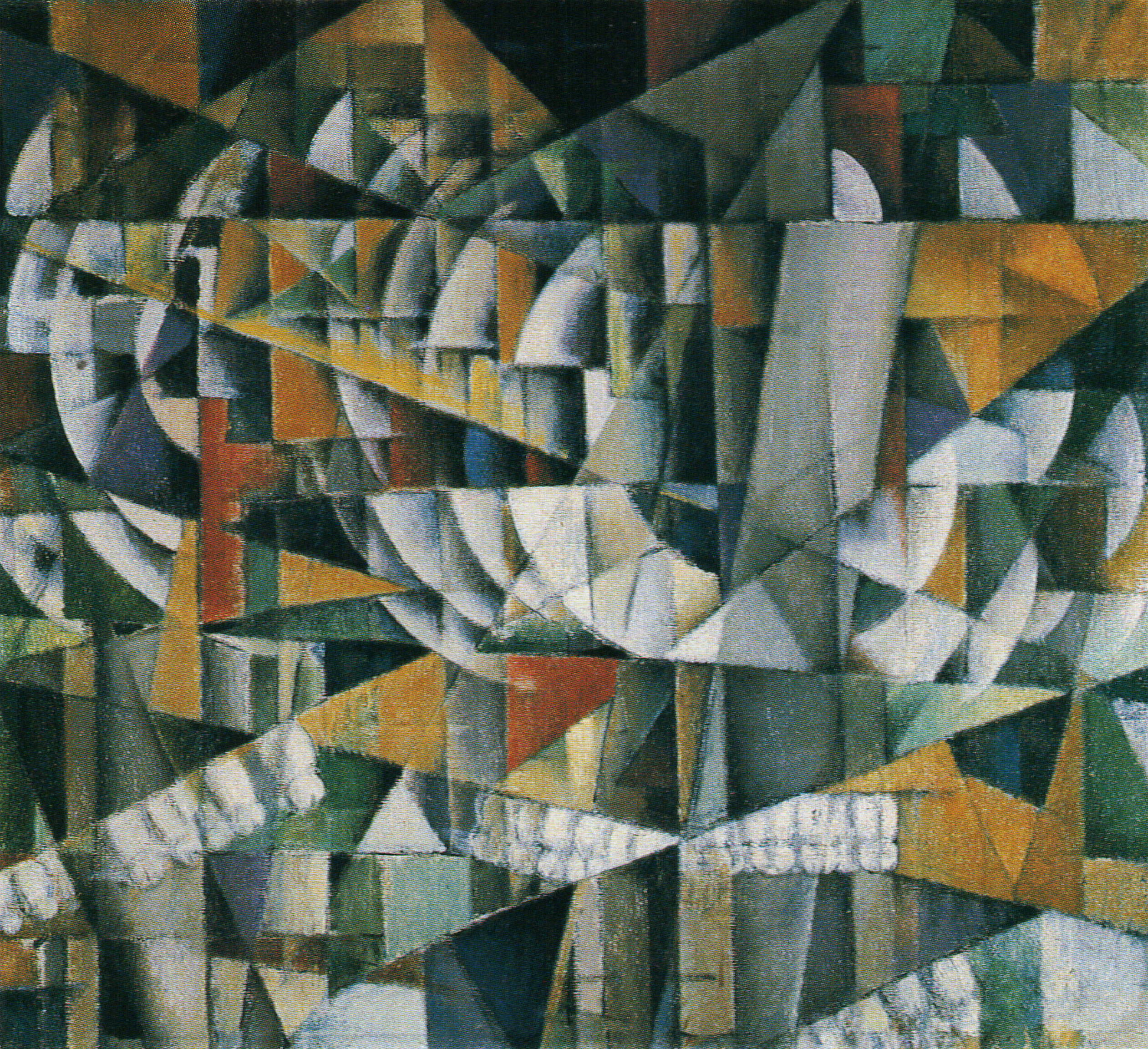
Landschaft vorüberrasend (zwischen 1914 und 1915), Wyatski-Kunstmuseum
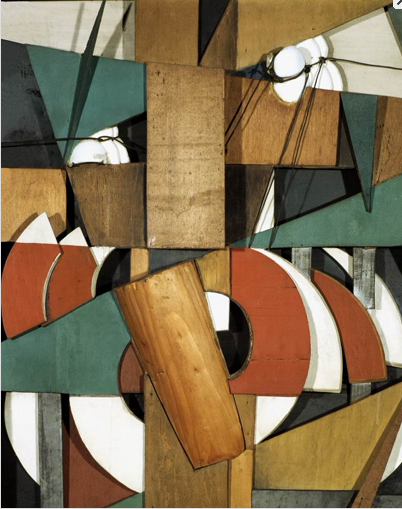
Landschaft vorüberrasend (Kleine Taube) (etwa 1914–15), Tretjakow-Galerie
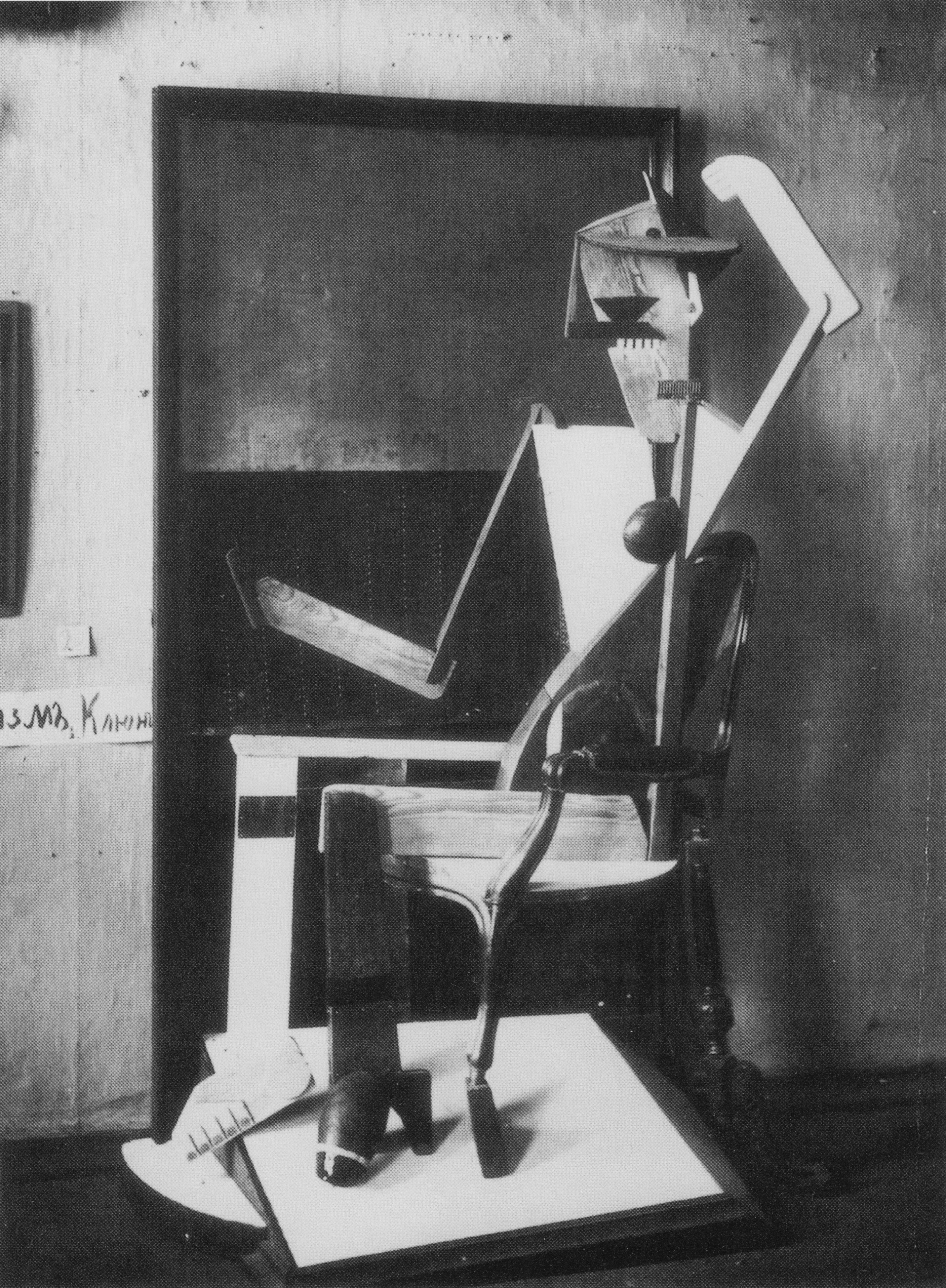
Kubistin bei der Toilette (etwa 1914–15), verschollen
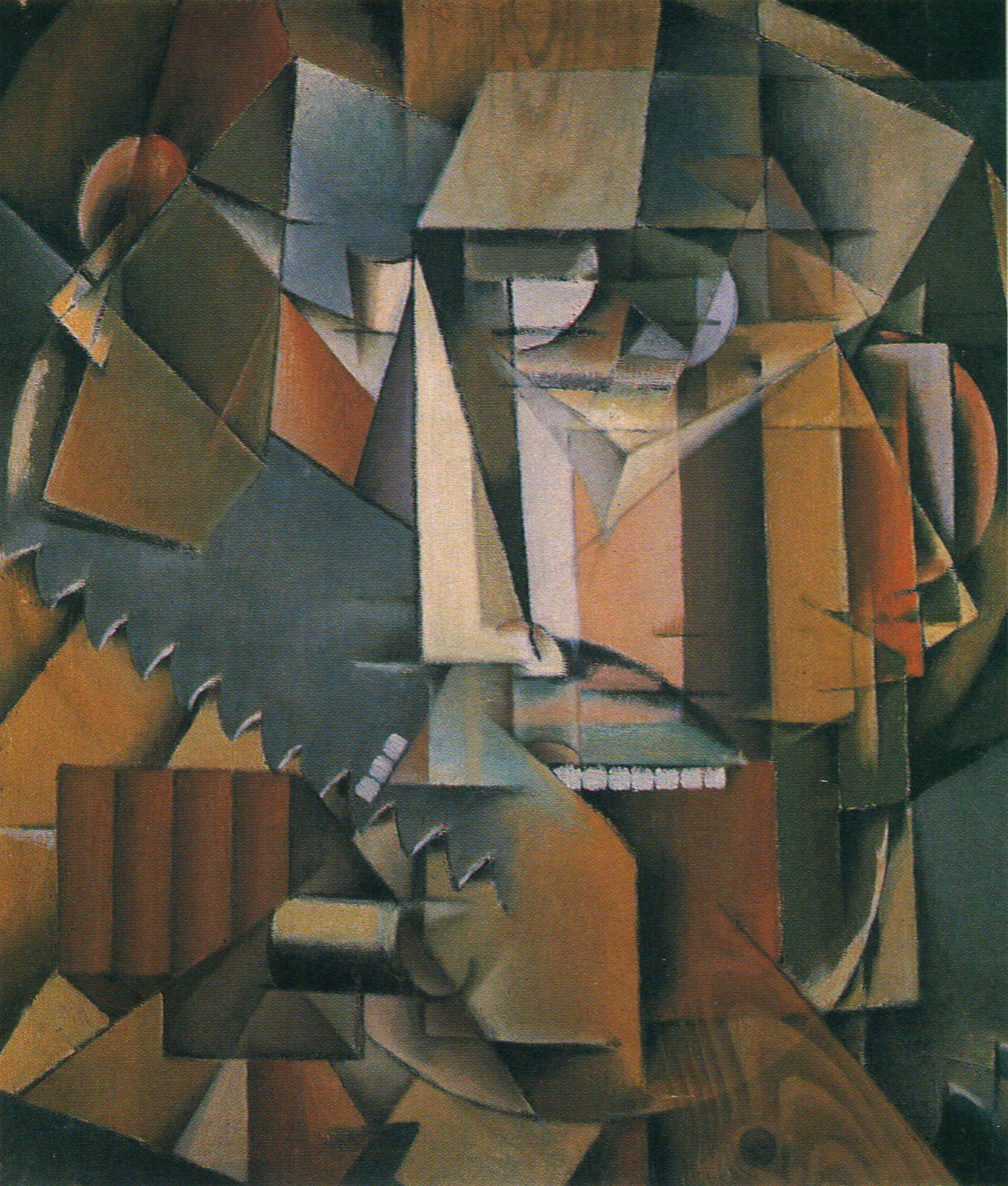
Gegenstandslos (etwa 1915–16), Staatliches Kunstmuseum Astrachan
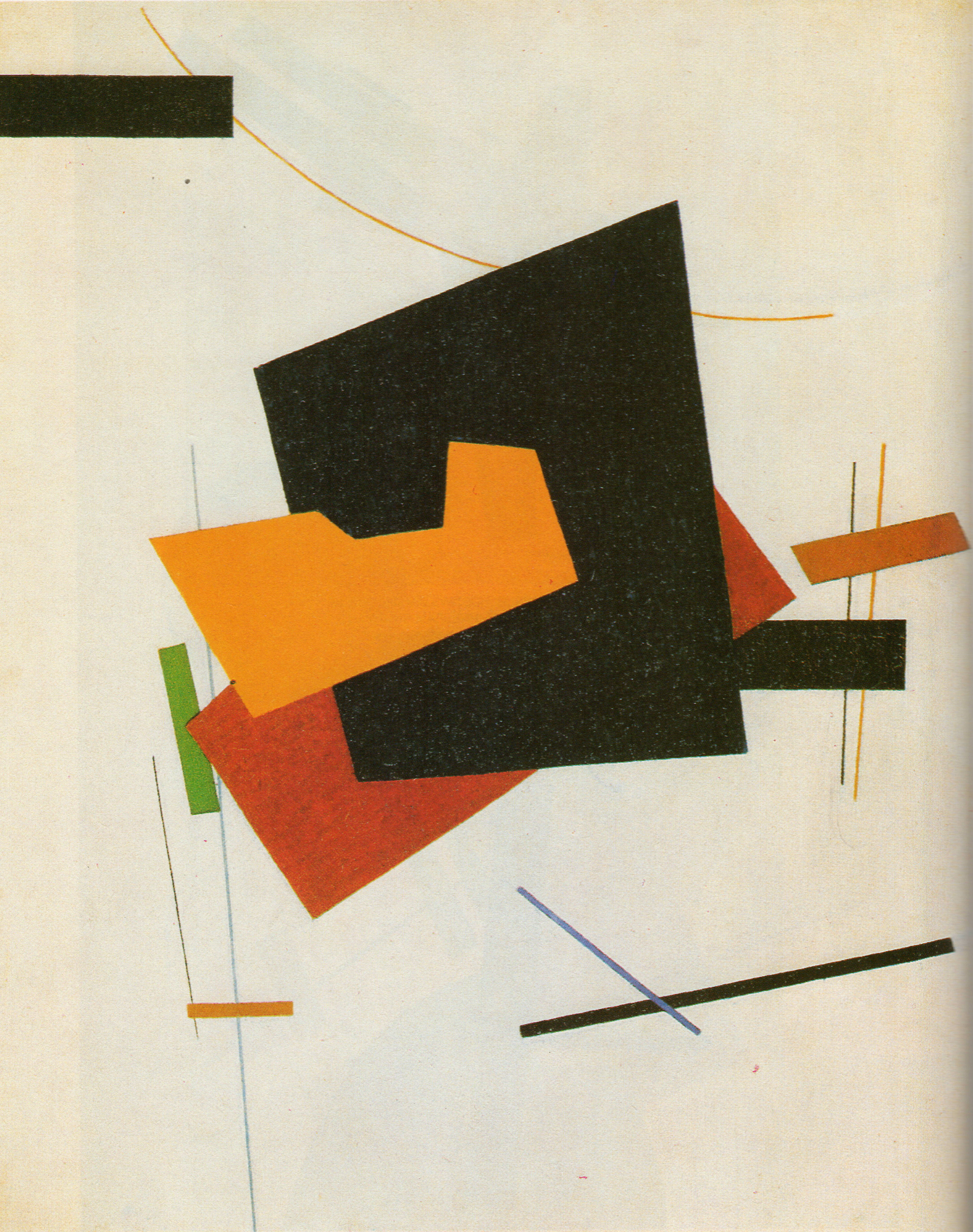
Suprematismus (zwischen 1915 und 1916), Tretjakow-Galerie
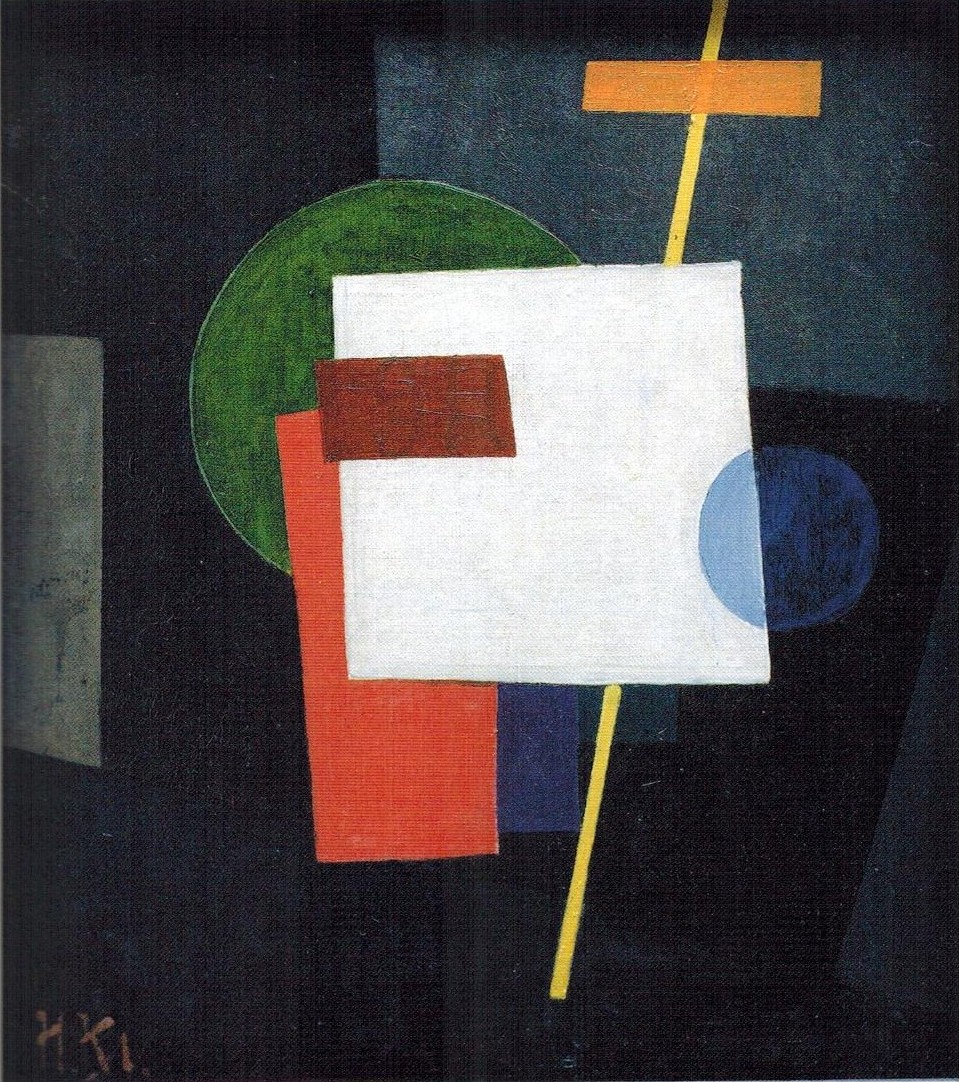
Suprematismus (1917), Staatliches Museum und Ausstellungszentrum „ROSIZO“
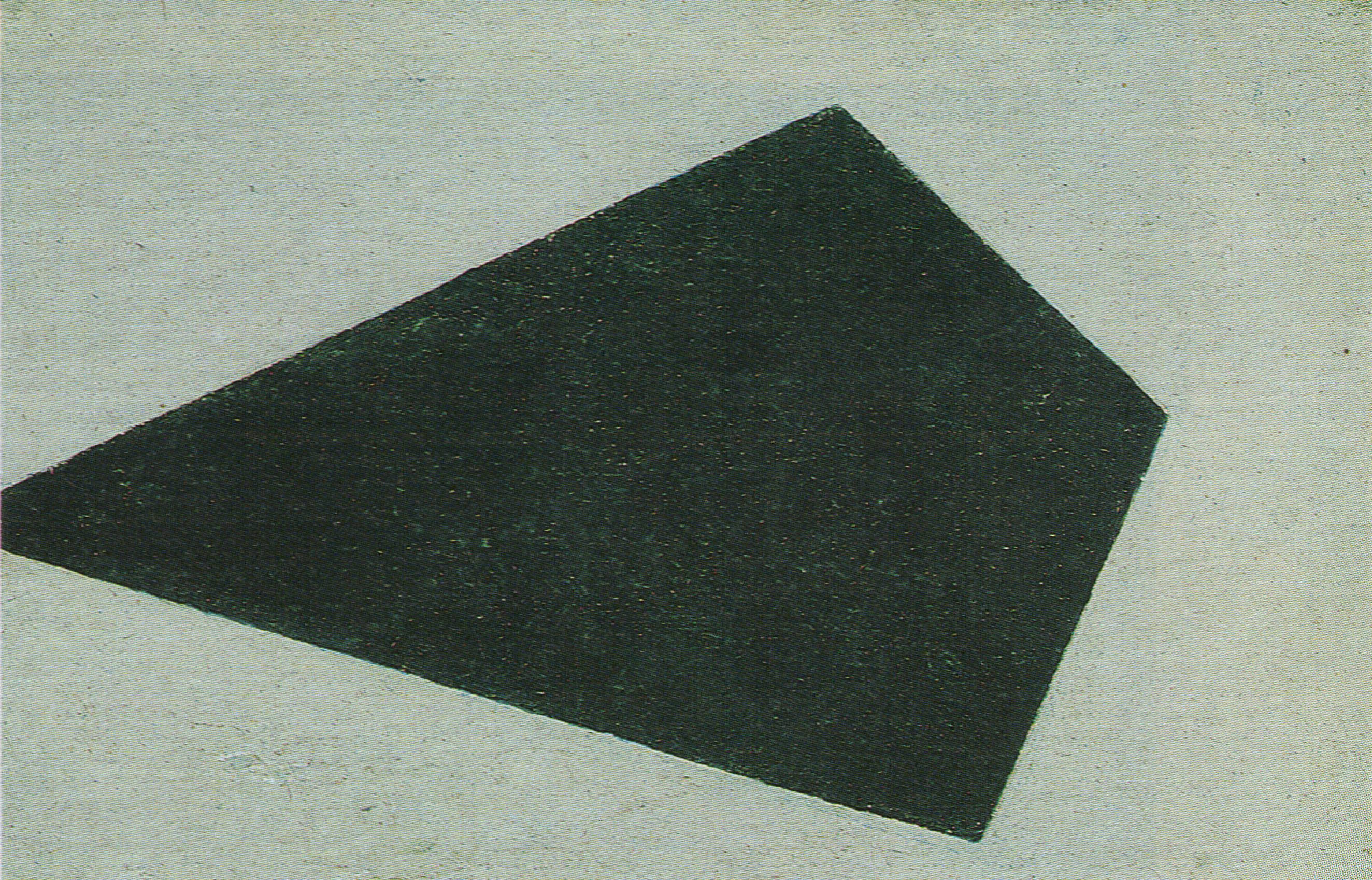
Ohne Titel (um 1917), Staatliches Museum für Zeitgenössische Kunst
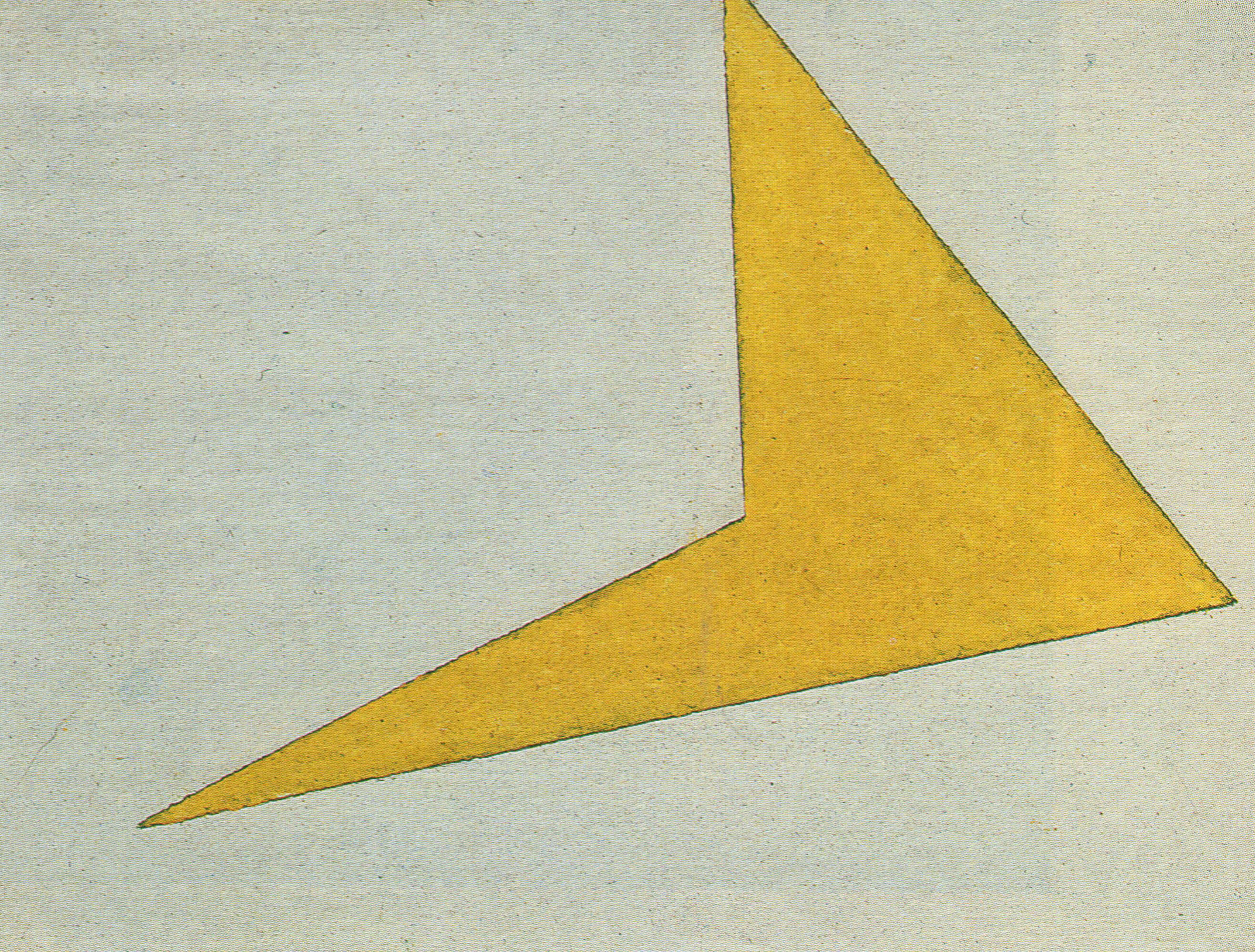
Ohne Titel (um 1917), Staatliches Museum für Zeitgenössische Kunst
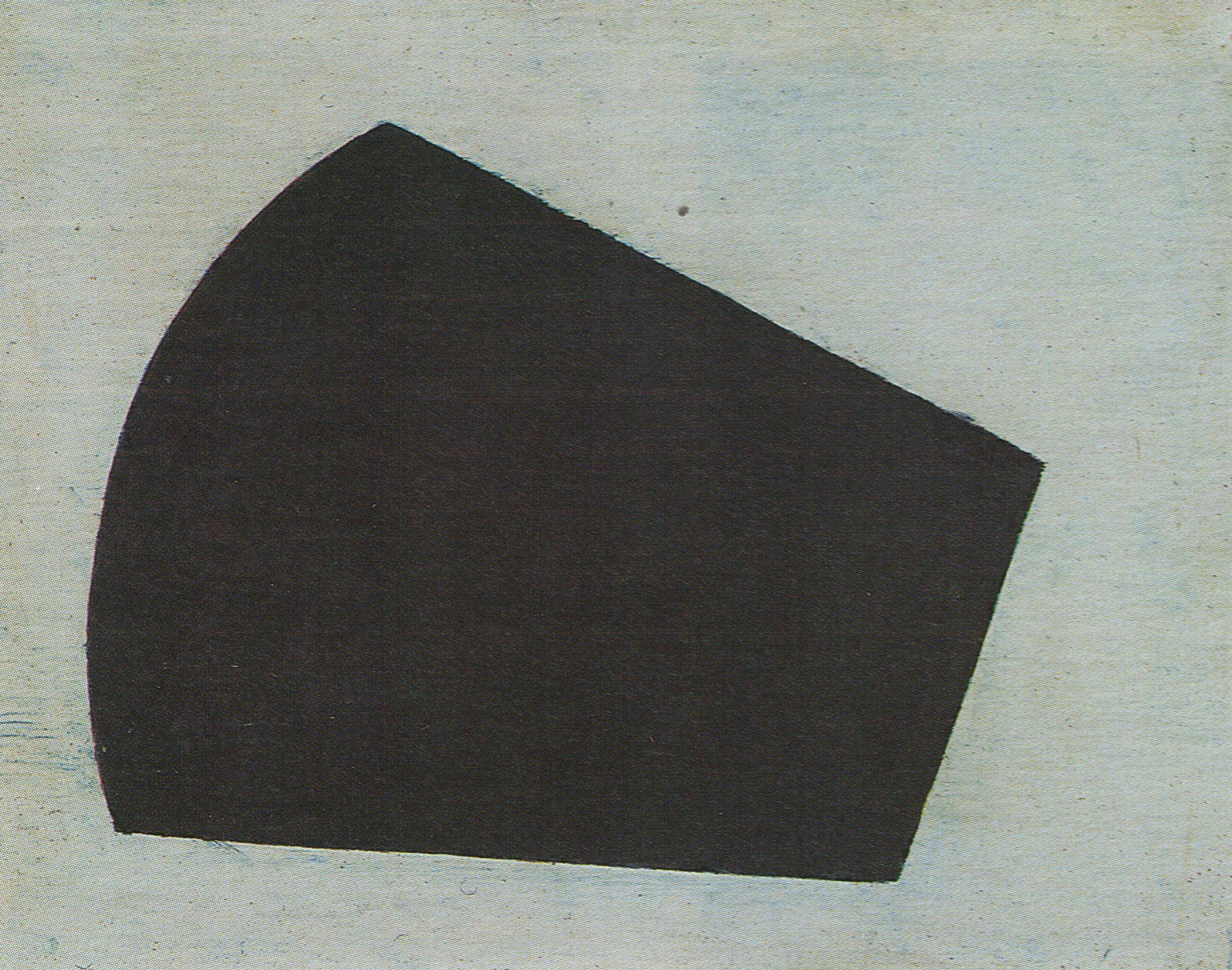
Ohne Titel (um 1917), Staatliches Museum für Zeitgenössische Kunst
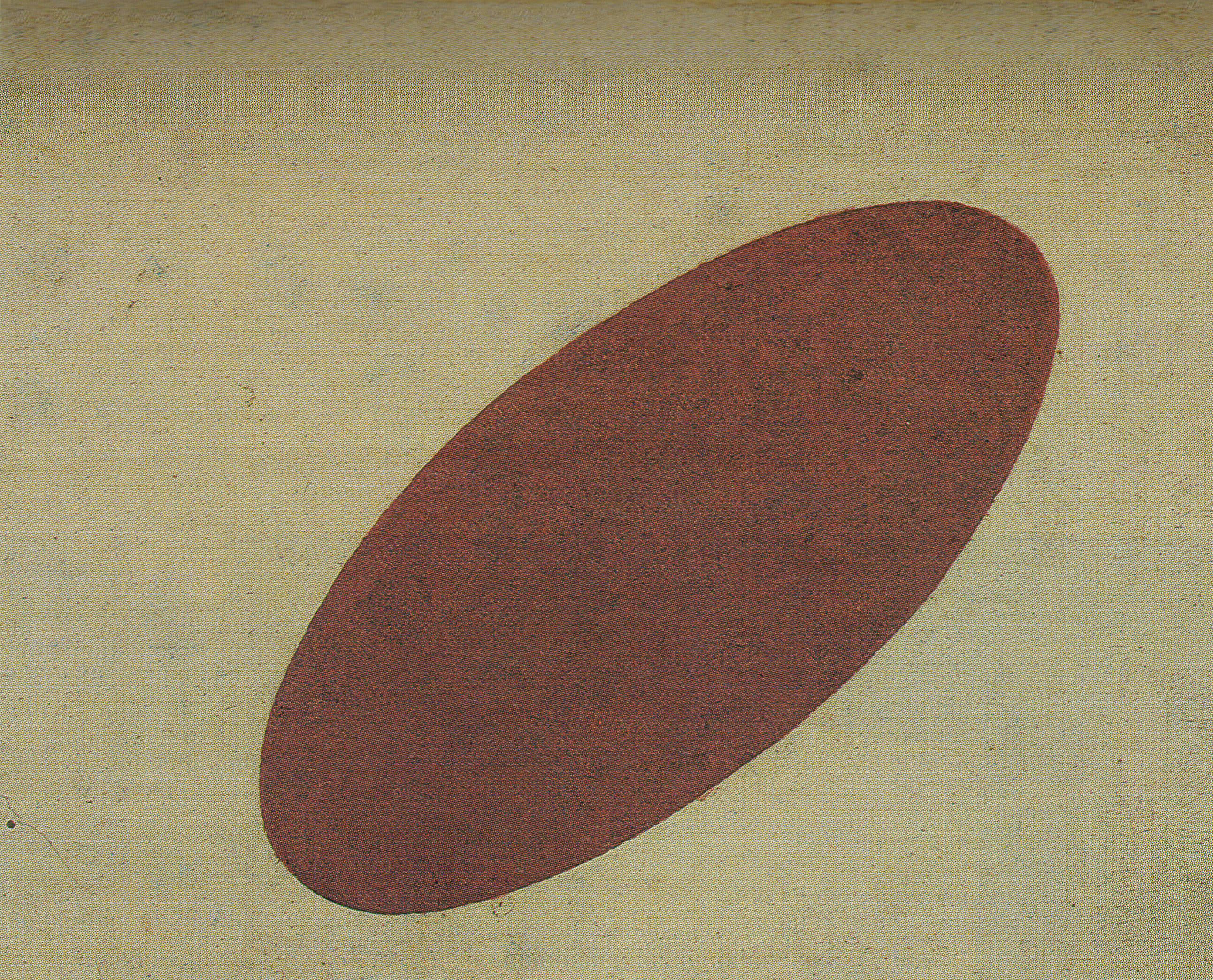
Ohne Titel (um 1917), Staatliches Museum für Zeitgenössische Kunst
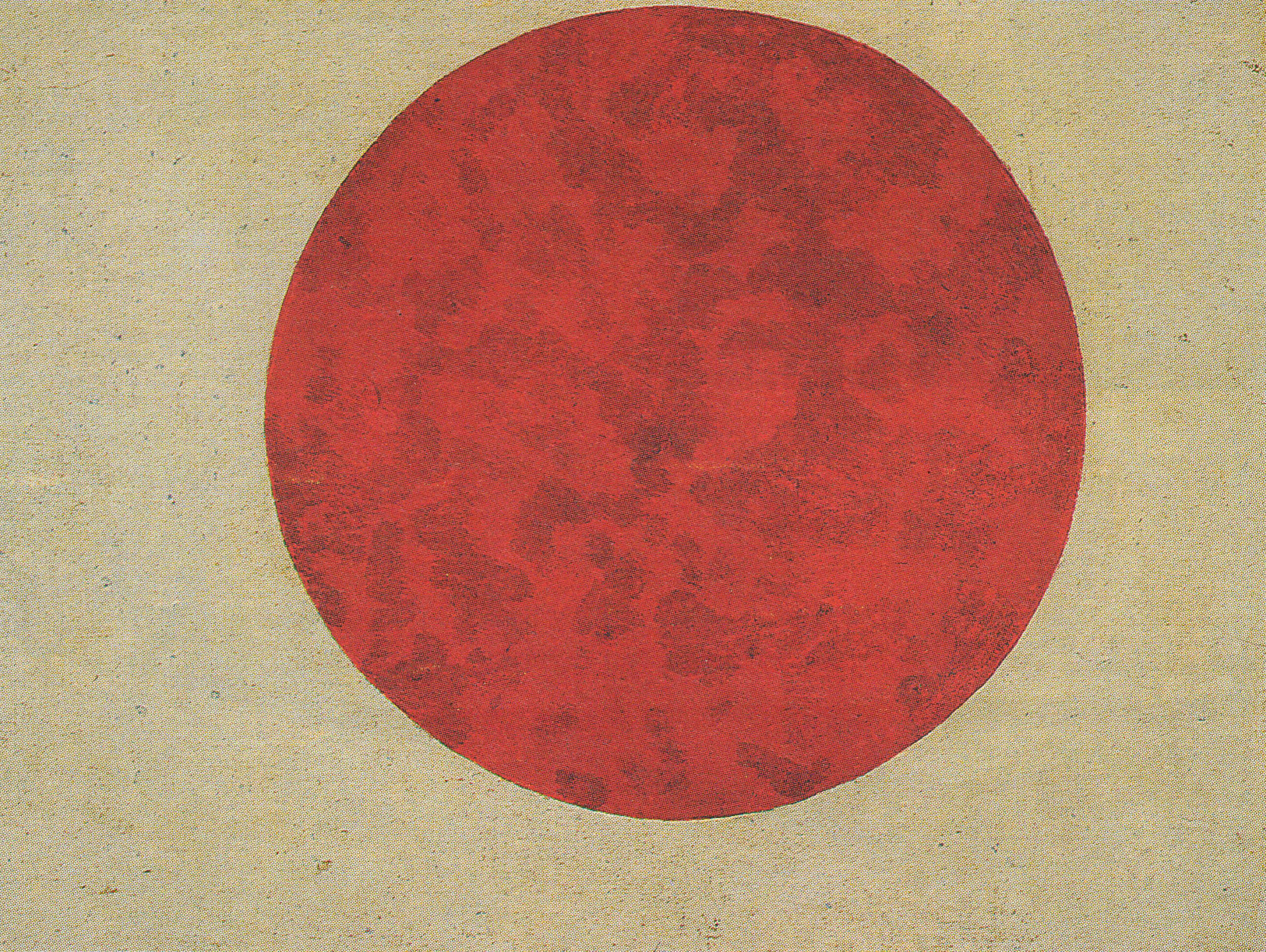
Ohne Titel (um 1917), Staatliches Museum für Zeitgenössische Kunst
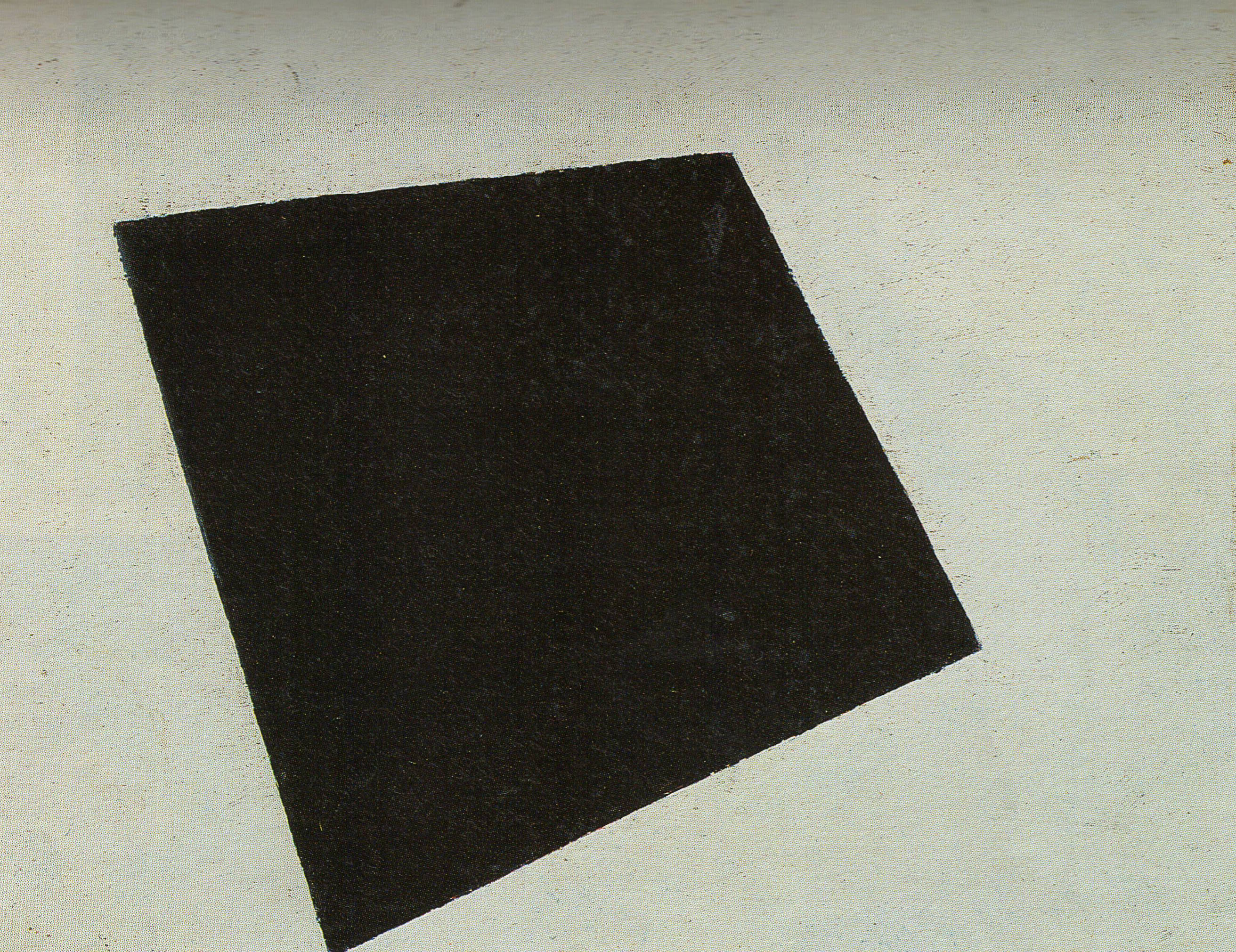
Ohne Titel (um 1917), Staatliches Museum für Zeitgenössische Kunst
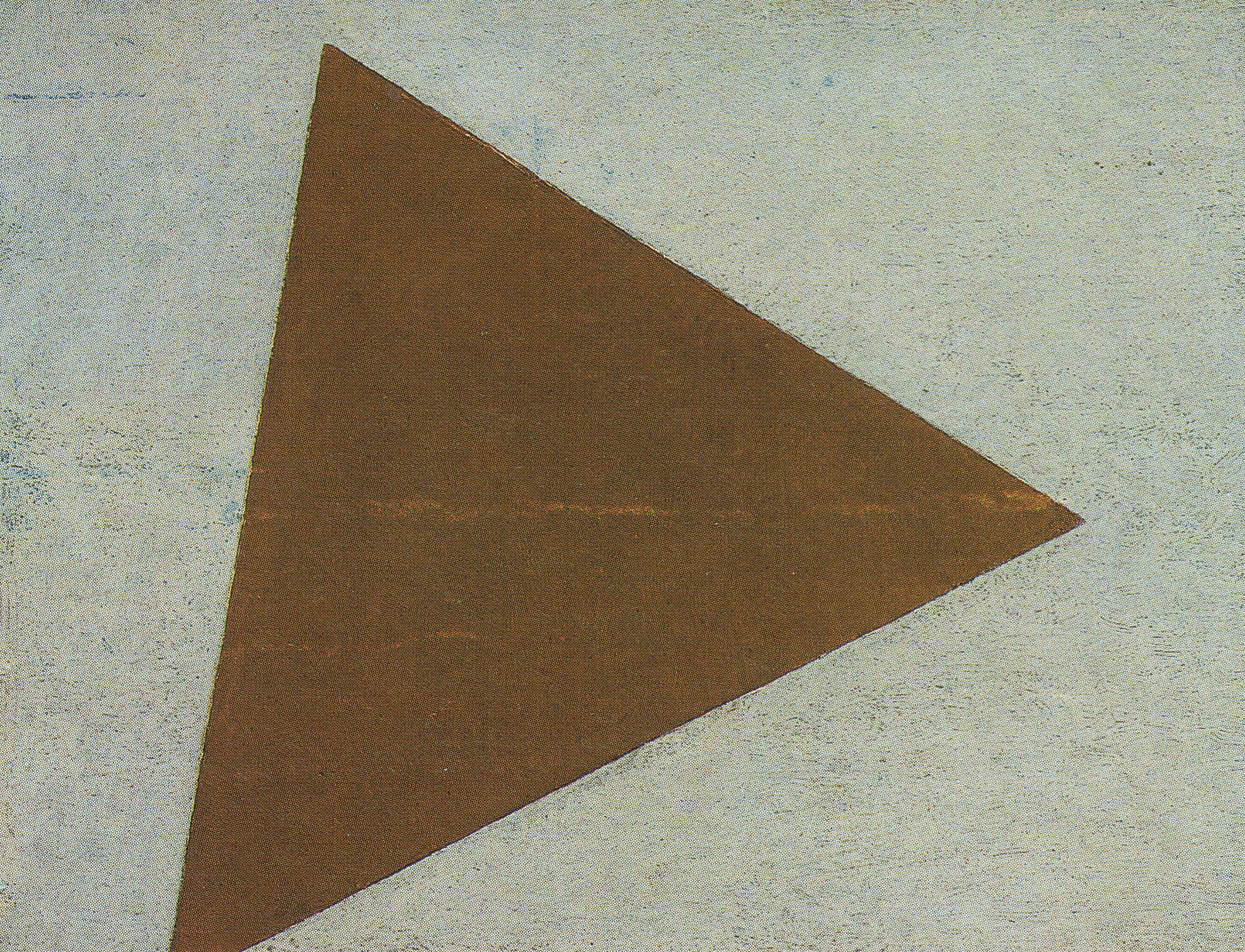
Ohne Titel (um 1917), Staatliches Museum für Zeitgenössische Kunst
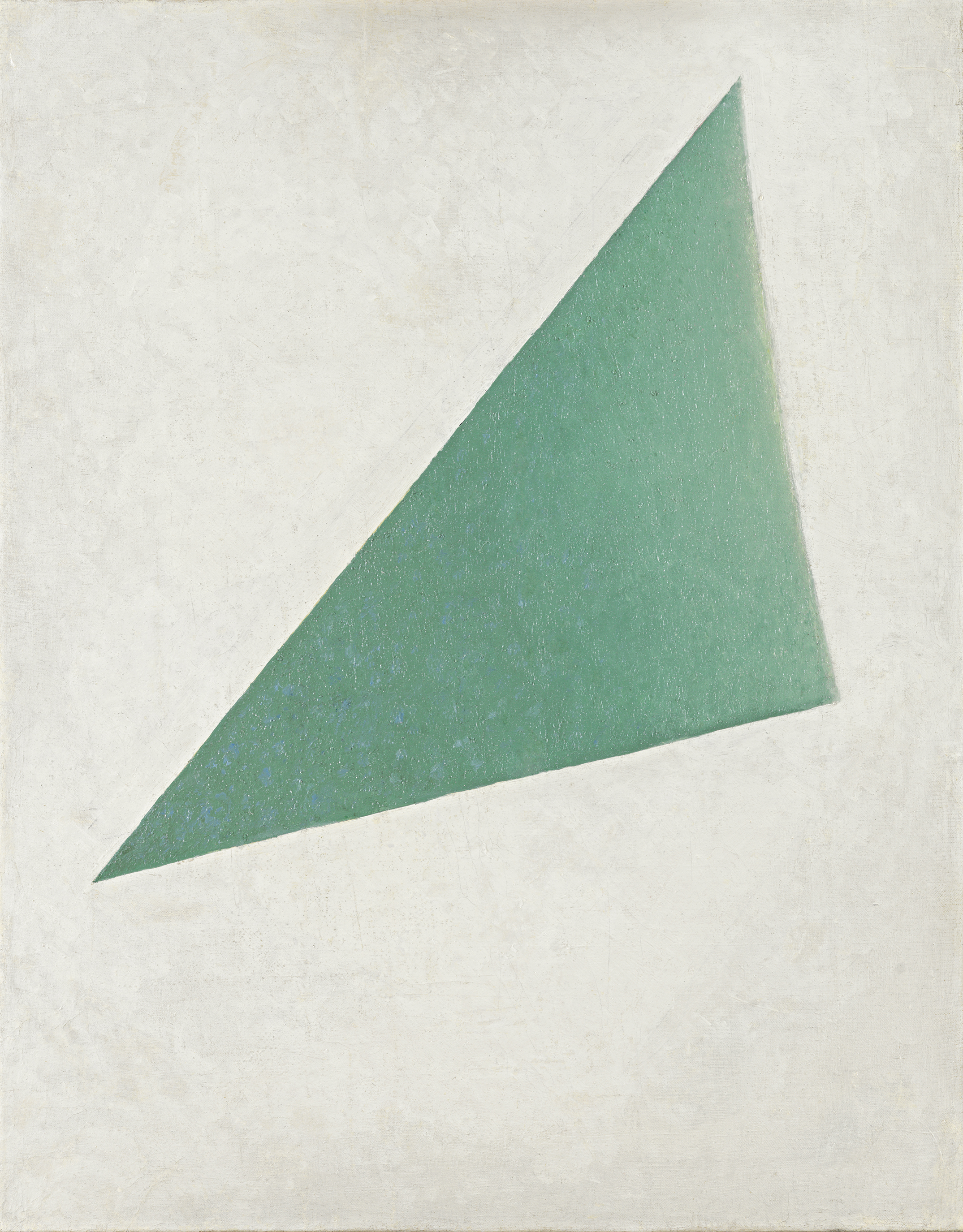
Komposition (1917), Museo Thyssen-Bornemisza